# Les Pinoses
La Masia de la Pinosa és una obra de la Vall de Bianya (Garrotxa) inclosa a l'Inventari del Patrimoni Arquitectònic de Catalunya.

## Descripció
És una masia ubicada a la Vall de Sant Ponç d'Aulina. És de planta rectangular i teulat a dues aigües, amb els vessants vers les façanes laterals. Va ser bastida amb pedra grossa del país, poc escairada, llevat dels cantoners. Disposa de baixos amb petites obertures per la ventilació de les corts; l'habitació es troba al pis, s'hi accedeix amb escala de pedra exterior per la façana de llevant; i golfes amb dues finestres de punt rodó a la façana de migdia.
Actualment el mas està adequat a habitació pels caps de setmana i èpoques d'estiueig. Pel costat de llevant hi ha una gran pallissa doble, de planta rectangular i teulat a dues aigües. Disposa de baixos i pis, però el seu estat actual és molt deficient. En el seu interior es conserven unes antigues columnes de pedra tallada, la procedència o antiga ubicació de les quals no se sap amb exactitud.